# Najash rionegrina
Genre
Espèce
Najash rionegrina est une espèce fossile de serpents. Elle a été découverte dans la formation géologique Candeleros, dans la province de Río Negro, en Argentine datant du début du Crétacé supérieur et âgée d'environ 90 Ma (millions d'années).

## Description
Comme beaucoup de serpents du Crétacé, les individus de cette espèce possédaient deux pattes. Najash rionegrina est ainsi la seule espèce fossile connue à ce jour dont les rudiments de membres postérieurs sont reliés par une ceinture pelvienne à deux vertèbres sacrées.
Grâce aux fossiles retrouvés, on peut dire que ce reptile ne mesurait pas plus d'un mètre cinquante.

## Étymologie
Son nom vient de  l'hébreu נָחָשׁ (nāḥāš) qui désigne un serpent dans la Bible et notamment celui pour désigner le serpent de la Genèse. 

## Publication originale
- (en) Sebastián Apesteguía et Hussam Zaher, « A Cretaceous terrestrial snake with robust hindlimbs and a sacrum », Nature, vol. 440, no 7087,‎ avril 2006, p. 1037–1040 (PMID 16625194, DOI 10.1038/nature04413, lire en ligne, consulté le 19 avril 2006)